# Las Palabras Ocultas
Kalimát-i-Maknúnih (کلمات مکنونه) o Las Palabras Ocultas es un libro escrito en Bagdad alrededor de 1857 por Bahá'u'lláh, el fundador de la Fe Bahá'í; escrito parcialmente en árabe, y parcialmente en persa.
Las Palabras ocultas están escritas en forma de una colección de cortas declaraciones, 71 en árabe y 82 en persa, en las cuales Bahá'u'lláh atribuye haber tomado la esencia de ciertas verdades espirituales y las escribió de manera breve. Los Baha'is son aconsejados por `Abdu'l-Bahá, el hijo de Bahá'u'lláh, de leerlos todos los días y todas las noches y que apliquen su latente sabiduría en sus vidas diarias.